# Le Club des Lyonnais
 (mars 2025).
Si vous disposez d'ouvrages ou d'articles de référence ou si vous connaissez des sites web de qualité traitant du thème abordé ici, merci de compléter l'article en donnant les références utiles à sa vérifiabilité et en les liant à la section « Notes et références ».
Le Club des Lyonnais est le quatrième volume — d'une série de cinq — écrit en 1929 par Georges Duhamel dans le cycle Vie et aventures de Salavin. Ce volume est dédié à Berthold Mahn.

## Résumé
Louis Salavin a maintenant quarante ans et cherche toujours un sens à sa vie, une élévation. Par l'intermédiaire d'anciens collègues devenus amis que sont Aufrère, un bourgeois « spectateur pur » de la société, et Devrigny, un vendeur d'assurance enjoué et dynamique, il va être introduit au sein du « Club des Lyonnais », une section communiste sise rue des Lyonnais et tenue dans la boutique de Legrain, un brave cordonnier hôte des réunions. Spectateur attentif et discret, Salavin suit les débats de ces hommes, issus de conditions et milieux sociaux variés, qui sont plus ou moins actifs dans l'élaboration d'un mouvement politique visant à changer la société et le gouvernement. 
Les personnalités, les amitiés, les inimitiés, et les amours de chacun de la dizaine de membres se révèlent au regard de Salavin qui, bien qu'éprouvant de la sympathie pour ces hommes, ne peut réellement adhérer à la ligne politique du parti. Un soir, une arrestation policière musclée des membres alors présents dans le Club des Lyonnais conduit Salavin et ses compagnons au commissariat pour association à une conspiration politique. Salavin sera rapidement innocenté des faits qui leur sont attribués, mais le choc de la perquisition à son domicile, la nuit même de son arrestation, tuera sa vieille mère. Nombre de ses amis, dont Aufrère, sont condamnés à des peines de prison plus ou moins lourdes. 
Devrigny, qui ce soir-là avait échappé à la rafle, semble se désespérer et, poussé par une maladie obscure (et sexuellement transmissible), décide de mettre violemment fin à ses jours pratiquement sous les yeux de Salavin qui ne peut, malgré tous ses efforts, lui venir en aide. Salavin reste désemparé et décide d'abandonner son foyer et sa femme Marguerite pour se fuir et tenter une nouvelle vie.

## Mention littéraire
Dans son Journal littéraire, Paul Léautaud note au 7 mai 1929 : « Ce matin, à mon arrivée, Duhamel chez Vallette. Vallette absent, à l’enterrement de la mère de Paul Fort. Duhamel me rejoint dans mon bureau. L’air vanné. Le visage bouffi, marqué. La voix enrouée. Un état d’esprit assez par terre. Il me dit comme toujours : « Eh ! cela va ? — Oui, comme toujours. Et vous ? Cela va ? — Peuh ! Cela va ? Ce n’est pas brillant. Savez-vous ce que je suis arrivé à constater Léautaud ? C’est que tout ce que nous écrivons ne correspond en rien à la réalité. Je suis pourtant intelligent. Je sais réfléchir. Je sais voir. Quand je regarde un homme, je vois jusqu’aux mille nuances de ce qui se passe en lui, mais exprimer cela ?… Il me faudrait, deux cents ans pour y arriver. Je viens de passer 72 heures de suite à travailler. Finir un livre, naturellement. Toujours ce Salavin, que vous devez connaître un peu, je crois ? Au fond, il n’y a encore que cela le travail. Ce n’est pas votre avis ? C’est encore la seule chose… » Le 16 mai, Léautaud poursuit : « Duhamel a apporté hier le manuscrit (en réalité copie à la machine à écrire) de son nouveau roman : L'Été de la grande épreuve. » C'était donc le premier titre du Club des Lyonnais.

## Éditions
- Mercure de France, Paris, 1929.
- Réédition aux éditions Omnibus, Paris, 2008,  (ISBN 978-2-258-07585-6).